# Андерссон, Арвид (перетягиватель каната)
Арвид Леандер Андерссон (швед. Arvid Leander Andersson; 9 июля 1881, Стренгнес — 7 августа 1956) — шведский полицейский (офицер полиции Стокгольма) и спортсмен (перетягиватель каната), чемпион летних Олимпийских игр 1912 года в составе сборной Швеции.